# Bruno Teles
Bruno Martins Teles (Alvorada, 1º maggio 1986) è un ex calciatore brasiliano, di ruolo difensore.

## Caratteristiche tecniche
È un terzino sinistro.

## Statistiche

### Presenze e reti nei club
Statistiche aggiornate al 7 luglio 2017.
| Stagione                 | Squadra                  | Campionato               | Campionato | Campionato | Coppe nazionali | Coppe nazionali | Coppe nazionali | Coppe continentali | Coppe continentali | Coppe continentali | Altre coppe | Altre coppe | Altre coppe | Totale | Totale | Totale |
| Stagione                 | Squadra                  | Comp                     | Pres       | Reti       | Comp            | Pres            | Reti            | Comp               | Pres               | Reti               | Comp        | Pres        | Reti        | Pres   | Reti   |        |
| ------------------------ | ------------------------ | ------------------------ | ---------- | ---------- | --------------- | --------------- | --------------- | ------------------ | ------------------ | ------------------ | ----------- | ----------- | ----------- | ------ | ------ | ------ |
| 2006                     | Grêmio                   | A+GAU                    | 12         | 1          | CB              | 0               | 0               |                    | -                  | -                  |             | -           | -           | 12     | 1      |        |
| 2007                     | Grêmio                   | A+GAU                    | 8          | 0          | CB              | 0               | 0               |                    | -                  | -                  |             | -           | -           | 8      | 0      |        |
| ago. 2008                | Grêmio                   | A+GAU                    | 1          | 0          | CB              | 0               | 0               |                    | -                  | -                  |             | -           | -           | 1      | 0      |        |
| Totale Gremio            | Totale Gremio            | Totale Gremio            | 21         | 1          |                 | 0               | 0               |                    | -                  | -                  |             | -           | -           | 21     | 1      |        |
| 2008-gen.2009            | Portuguesa               | A+PAU                    | 6          | 0          | CB              | 0               | 0               |                    | -                  | -                  |             | -           | -           | 6      | 0      |        |
| gen.-giu. 2009           | Sport Recife             | A+PER                    | 4          | 0          | CB              | 0               | 0               | CL                 | 1                  | 0                  |             | -           | -           | 5      | 0      |        |
| 2009-gen. 2010           | Juventude                | B+GAU                    | 15         | 0          | CB              | 0               | 0               |                    | -                  | -                  |             | -           | -           | 15     | 0      |        |
| gen.-giu. 2010           | Vitória Guimarães        | PL                       | 6          | 0          | TP+TL           | 0               | 0               |                    | -                  | -                  |             | -           | -           | 6      | 0      |        |
| 2010-2011                | Vitória Guimarães        | PL                       | 26         | 1          | TP+TL           | 6+1             | 0               |                    | -                  | -                  |             | -           | -           | 33     | 1      |        |
| 2011-2012                | Vitória Guimarães        | PL                       | 25         | 4          | TP+TL           | 2+1             | 0               | UEL                | 0                  | 0                  |             | -           | -           | 28     | 4      |        |
| ago. 2012                | Vitória Guimarães        | PL                       | 3          | 0          | TP+TL           | 0               | 0               |                    | -                  | -                  |             | -           | -           | 3      | 0      |        |
| Totale Vitoria Guimaraes | Totale Vitoria Guimaraes | Totale Vitoria Guimaraes | 60         | 5          |                 | 10              | 0               |                    | 0                  | 0                  |             | -           | -           | 70     | 5      |        |
| 2012-2013                | Kryl'ja Sovetov Samara   | PL                       | 22+2       | 1          | CR              | 1               | 0               |                    | -                  | -                  |             | -           | -           | 25     | 1      |        |
| 2013-2014                | Kryl'ja Sovetov Samara   | PL                       | 3+2        | 0          | CR              | 0               | 0               |                    | -                  | -                  |             | -           | -           | 5      | 0      |        |
| 2014-2015                | Kryl'ja Sovetov Samara   | PFN                      | 20         | 1          | CR              | 3               | 0               |                    | -                  | -                  |             | -           | -           | 23     | 1      |        |
| Totale Krylja Sovetov    | Totale Krylja Sovetov    | Totale Krylja Sovetov    | 49         | 2          |                 | 4               | 0               |                    | -                  | -                  |             | -           | -           | 53     | 2      |        |
| 2015                     | Vasco da Gama            | A+CAR                    | 0          | 0          | CB              | 0               | 0               |                    | -                  | -                  |             | -           | -           | 0      | 0      |        |
| 2016                     | Mogi Mirim               | C+PAU                    | 0+13       | 0          | CB              | 0               | 0               |                    | -                  | -                  |             | -           | -           | 13     | 0      |        |
| 2016                     | América-MG               | A+MIN                    | 7+0        | 0          | CB              | 1               | 0               |                    | -                  | -                  |             | -           | -           | 8      | 0      |        |
| 2016-2017                | Rio Ave                  | PL                       | 1          | 0          | TP+TL           | 0               | 0               | UEL                | 0                  | 0                  |             | -           | -           | 1      | 0      |        |
| Totale carriera          | Totale carriera          | Totale carriera          | 175        | 8          |                 | 15              | 0               |                    | 1                  | 0                  |             | -           | -           | 191    | 8      |        |

## Palmarès

### Club
- Segunda Liga: 1

Paços de Ferreira: 2018-2019
- Campionato Gaúcho: 1

Grêmio: 2007
- Campionato russo di seconda divisione: 1

Krylja Sovetov: 2014-2015